# Változékony hegyikolibri
A változékony hegyikolibri (Lampornis castaneoventris)  a madarak (Aves) osztályának a sarlósfecske-alakúak (Apodiformes) rendjéhez, ezen belül a kolibrifélék (Trochilidae) családjához tartozó faj.

## Rendszerezése
A fajt John Gould angol ornitológus írta le 1851-ben, a Trochilus nembe Trochilus castaneoventris néven.

## Alfajai
- Lampornis castaneoventris castaneoventris (Gould, 1851)
- Lampornis castaneoventris cinereicauda (Lawrence, 1867)[2] vagy Lampornis cinereicauda[1]

## Előfordulása
Közép-Amerikában, Nicaragua, Costa Rica és Panama területén honos. Természetes élőhelyei a szubtrópusi és trópusi síkvidéki és hegyi esőerdők, valamint erősen leromlott egykori erdők.

## Megjelenése
Testhossza 10–11,5 centiméter, testtömege 4,7-6,3 gramm.
|  |  |

## Életmódja
Nektárral táplálkozik.

## Természetvédelmi helyzete
Az elterjedési területe kicsi, egyedszáma ismeretlen, de még nem éri el a kritikus szintet. A Természetvédelmi Világszövetség Vörös listáján nem veszélyeztetett fajként szerepel.

## Külső hivatkozások
- Képek az interneten a fajról
- Internet Bird Collection - videók a fajról
- Xeno-canto.org - a faj hangja és elterjedési területe